# Wiesneria
Wiesneria is een geslacht uit de waterweegbreefamilie (Alismataceae). De soorten komen voor in tropisch Afrika, op Madagaskar en in Zuid-India.

## Soorten
- Wiesneria filifolia Hook.f.
- Wiesneria schweinfurthii Hook.f.
- Wiesneria triandra (Dalzell) Micheli

Albidella · 
Alisma (Waterweegbree) · 
Baldellia · 
Burnatia · 
Caldesia · 
Damasonium · 
Echinodorus · 
Limnophyton · 
Luronium · 
Ranalisma · 
Sagittaria · 
Wiesneria